# Cake pop

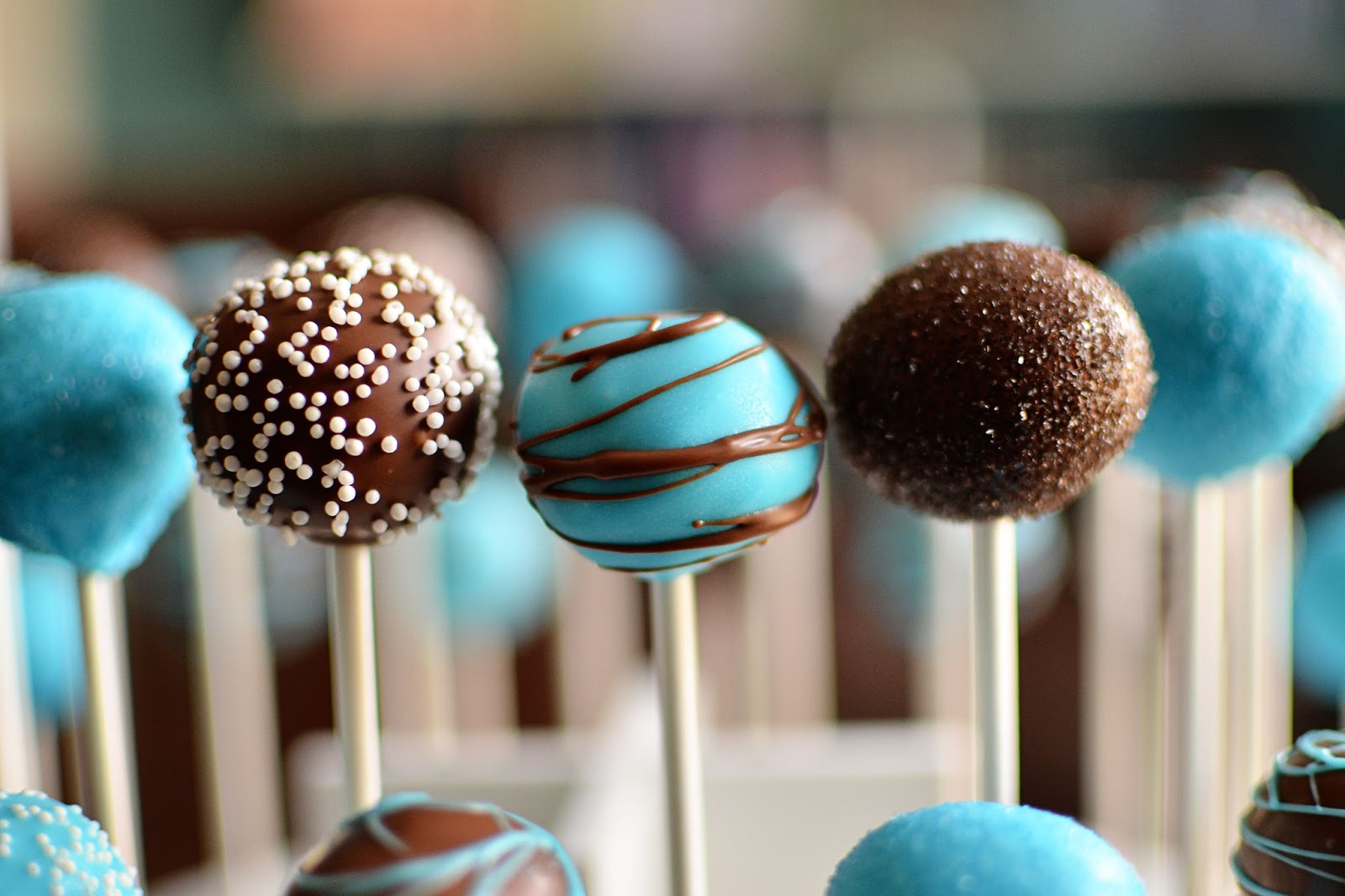
Cake pops blu e marroni

Il cake pop è un dolce realizzato a forma di lecca lecca, utilizzando briciole di torta mescolate con glassa o cioccolato fuso formando piccole palline (o cubi) infilate in bastoncini e successivamente decorate. I cake pop sono un modo per riutilizzare avanzi di torta.
I cake pop aumentano la loro popolarità tra il 2009 e il 2011. In alcuni paesi, la catena di caffetterie Starbucks vende cake pop in vari gusti.

## Descrizione
I cake pop sono composti da molti ingredienti utilizzati per una torta tradizionale, quindi cake pop e torte hanno le loro somiglianze.
Una volta che la torta è stata cotta, o quando gli avanzi di una torta già esistente sono stati raccolti, viene sbriciolata in piccoli pezzi. Le briciole vengono mescolate in una ciotola con glassa o cioccolato fuso, oppure crema alla nocciola, marmellata o formaggio spalmabile. Il composto viene sagomato in palline, in cubi o altre forme, e infilato in bastoncini, ricoperto di glassa o cioccolato (la ricetta originale richiede l'utilizzo di candy melt, pastiglie colorate e aromatizzate) e decorato. 
Le sfere di torta possono essere congelate per accelerare il processo di solidificazione. Forme semplici come le sfere possono essere modellate con le mani, ma forme più complesse richiedono l'utilizzo di stampi o altri strumenti usati comunemente in pasticceria.